# Tia X

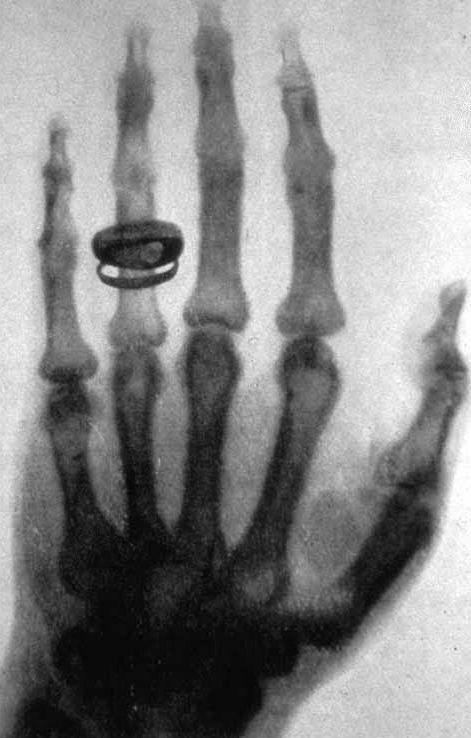
Hình ảnh chụp X quang tay đeo nhẫn của nhà giải phẫu, nhà sinh lý học, nhà mô học người Thụy Sĩ Albert von Kölliker, chụp bởi Röntgen

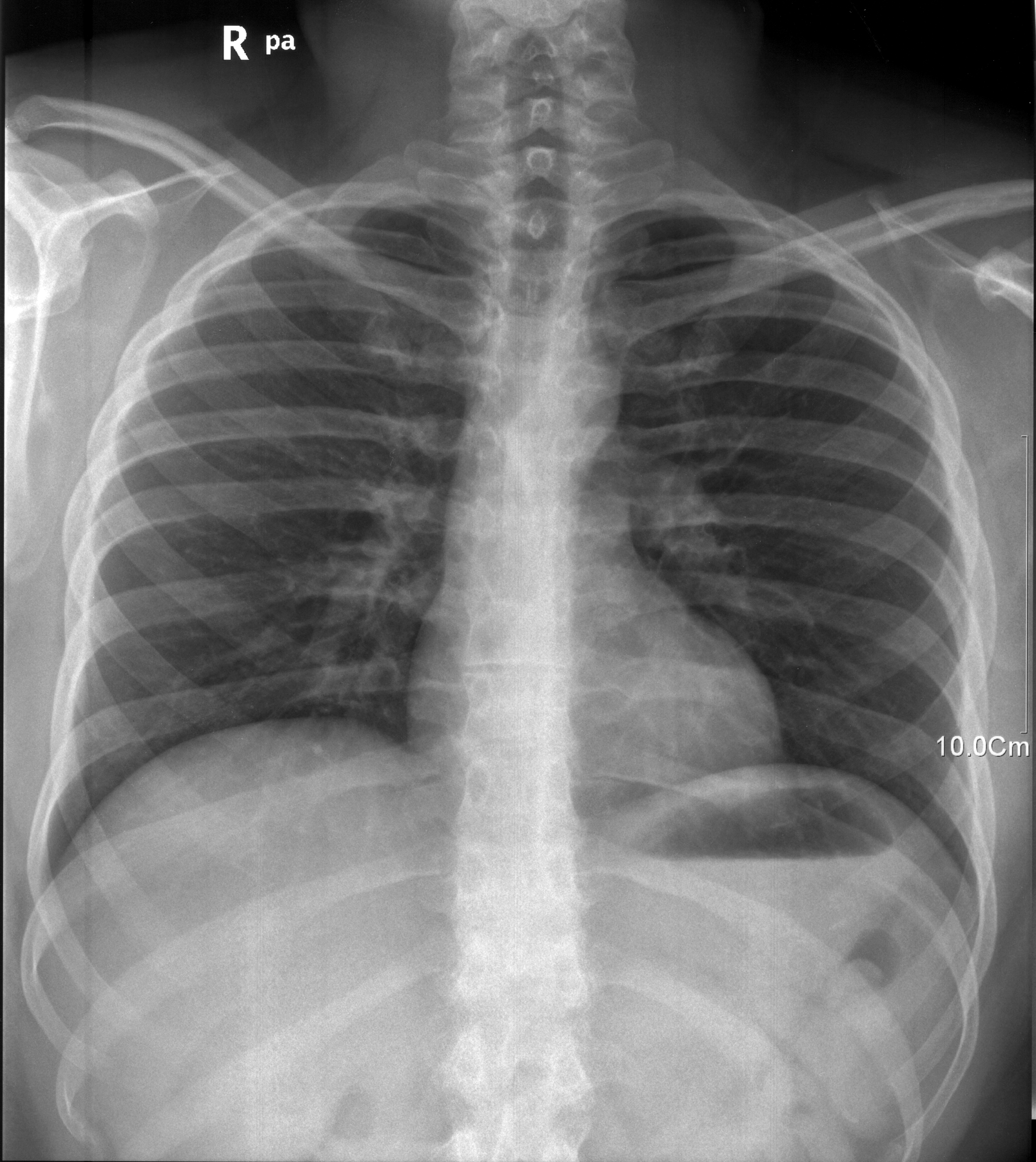
X-quang của phổi người

Bức xạ X (còn gọi là tia X hay X-ray hay tia Röntgen) là một dạng của sóng điện từ. hầu hết tia X có dải bước sóng trong khoảng từ 0,01 đến 10 nano mét tương ứng với dãy tần số từ 30 Petahertz đến 30 Exahertz (3×1016 Hz to 3×1019 Hz) và có năng lượng từ 120 eV đến 120 keV. Trong nhiều ngôn ngữ, bức xạ X được gọi là bức xạ Röntgen, được đặt tên theo nhà khoa học người Đức gốc Hà Lan Wilhelm Röntgen, ngay sau khi ông khám phá ra một loại bức xạ mà chưa ai biết đến.

## Các dải năng lượng

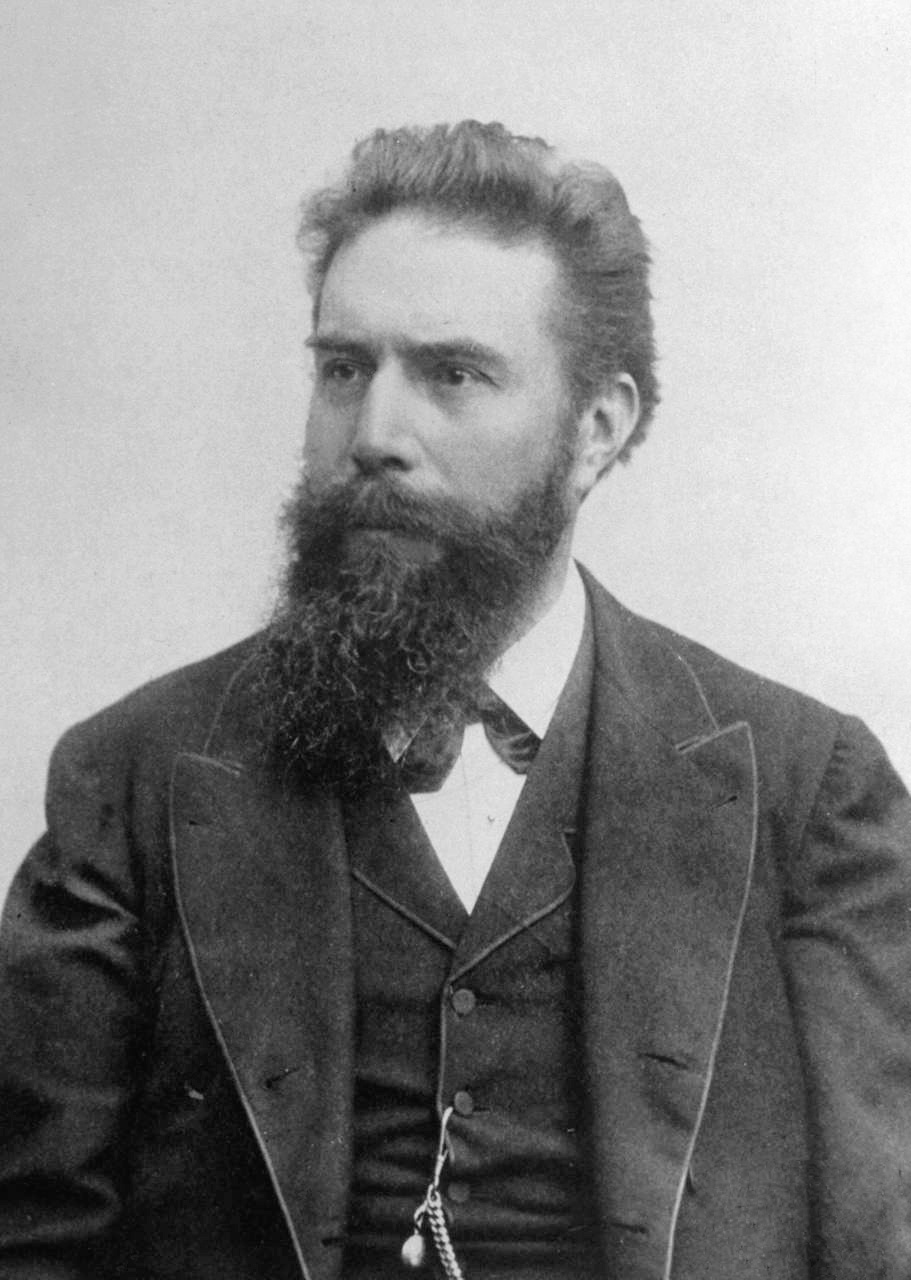
Wilhelm Conrad Röntgen, người khám phá ra tia X

Ứng dụng của tia X cứng và tia X mềm

| Tên                | Bước sóng        | Tần số (Hz)       | Năng lượng photon (eV) |
| ------------------ | ---------------- | ----------------- | ---------------------- |
| Tia gamma          | ≤ 0,01 nm        | ≥ 30 EHz          | 124 keV - 300+ GeV     |
| Tia X              | 0,01 nm - 10 nm  | 30 EHz - 30 PHz   | 124 eV - 124 keV       |
| Tia tử ngoại       | 10 nm - 380 nm   | 30 PHz - 790 THz  | 3.3 eV - 124 eV        |
| Ánh sáng nhìn thấy | 380 nm-700 nm    | 790 THz - 430 THz | 1.7 eV - 3.3 eV        |
| Tia hồng ngoại     | 700 nm - 1 mm    | 430 THz - 300 GHz | 1.24 meV - 1.7 eV      |
| Vi ba              | 1 mm - 1 met     | 300 GHz - 300 MHz | 1.7 eV - 1.24 meV      |
| Radio              | 1 mm - 100000 km | 300 GHz - 3 Hz    | 12.4 feV - 1.24 meV    |

### Tia X cứng và tia X mềm
Các tia X có năng lượng photon cao (trên 5-10 keV, bước sóng dưới 0,2-0,1 nm) được gọi là tia X cứng, những tia X có năng lượng thấp được gọi là tia X mềm. Do có khả năng đâm xuyên, các tia X cứng được sử dụng rộng rãi để nhìn thấy hình ảnh bên trong các vật thể, thường được dùng để chụp X quang trong y tế và kiểm tra hành lý tại an ninh sân bay. Thuật ngữ X-quang được sử dụng để chỉ một hình ảnh được tạo bởi tia X. Vì các bước sóng của tia X cứng tương đương với kích thước của các nguyên tử, nó rất hữu ích để xác định các cấu trúc tinh thể bằng tinh thể học tia X. Ngược lại, tia X mềm bị hấp thụ dễ dàng trong không khí; độ dài suy giảm khoảng 600 eV (~ 2 nm). Các tia X trong môi trường nước nhỏ hơn 1 micromet.

### Tia gamma
Không có sự đồng thuận về một định nghĩa phân biệt giữa tia X và tia gamma. Một thực tế phổ biến là để phân biệt giữa hai loại bức xạ dựa trên nguồn của chúng: tia X phát ra bởi các electron, trong khi các tia gamma được phát ra bởi hạt nhân nguyên tử. Định nghĩa này gặp một số vấn đề: các quá trình khác cũng có thể tạo ra các photon năng lượng cao, hoặc đôi khi phương pháp tạo ra không được biết. Một giải pháp thay thế phổ biến khác là phân biệt X và gamma trên cơ sở bước sóng (tần số hoặc năng lượng photon),Với bức xạ ngắn hơn một số bước sóng tùy ý, chẳng hạn như 10−11 m (0,1 Å), thì là bức xạ gamma.
Phương pháp này chỉ định một photon cho một thể loại đã rõ, nhưng chỉ có thể xác định được nếu biết được bước sóng. Tuy nhiên, hai định nghĩa này thường trùng với nhau vì bức xạ điện từ phát ra bởi các tia X thường có bước sóng và năng lượng photon thấp hơn phóng xạ phát ra từ hạt nhân phóng xạ.

## Tính chất

Biểu tượng nguy cơ bức xạ ion hoá

Các photon tia X khi mang đủ năng lượng có thể ion hóa nguyên tử và phá vỡ liên kết phân tử. Điều này làm cho nó trở thành một loại bức xạ ion hoá, do đó gây hại cho mô sống cơ thể. Liều bức xạ cao trong một khoảng thời gian ngắn gây ra bệnh nhiễm xạ, trong khi liều thấp hơn có thể làm tăng nguy cơ ung thư do xạ trị. Chụp X-quang trong y tế có nguy cơ làm tăng bị ung thư mặc dù nó có nhiều lợi ích của việc kiểm tra. Khả năng ion hoá của tia X có thể được sử dụng trong điều trị ung thư để diệt tế bào ác tính bằng cách sử dụng phương pháp xạ trị. Nó cũng được sử dụng để xác định đặc tính vật liệu bằng cách sử dụng quang phổ tia X.
Tia X có bước sóng ngắn hơn nhiều so với ánh sáng nhìn thấy, nó có thể được cấu trúc nhỏ hơn nhiều so với những gì có thể nhìn thấy bằng kính hiển vi bình thường. Điều này có thể được sử dụng trong kính hiển vi X-quang để có được hình ảnh có độ phân giải cao và xác định vị trí các nguyên tử trong tinh thể.
Các tia X cực mạnh có thể đi qua các vật thể dày mà không bị hấp thu hoặc phân tán nhiều. Vì lý do này, tia X được sử dụng rộng rãi để thu hình ảnh bên trong các đối tượng bọc kín. Các ứng dụng thường thấy nhất là trong chụp X quang y tế và máy quét an ninh sân bay, nhưng các kỹ thuật tương tự cũng quan trọng trong công nghiệp (ví dụ chụp X quang công nghiệp và CT công nghiệp) và nghiên cứu (ví dụ CT động vật nhỏ). Độ sâu thâm nhập thay đổi theo một vài bậc độ lớn so với phổ tia X. Điều này cho phép điều chỉnh năng lượng photon cho ứng dụng để truyền tải đầy đủ thông qua đối tượng và đồng thời có độ tương phản tốt trong hình ảnh.

### Khả năng nhìn thấy ở mắt người
Quan điểm thông thường coi mắt người không nhìn thấy tia X. Tuy nhiên ngay sau phát hiện của Röntgen vào năm 1895 đã có thông báo nhìn thấy ánh sáng màu xanh lục-xám yếu khi trong phòng tối. Song vì sự nguy hiểm của tia X nên không có nghiên cứu tiếp theo để xác định cơ chế thật sự. Giả thiết đưa ra là tia X kích thích trực tiếp võng mạc và/hoặc kích thích huỳnh quang và mắt người cảm nhận ánh sáng thường thứ cấp .

## Câu chuyện phát hiện ra tia X
Tối ngày 8 tháng 11 năm 1895, Wilhelm Röntgen đang kiểm tra xem liệu tia cathode (tia âm cực) có thể đi xuyên qua kính hay không thì bất ngờ nhận thấy một ánh sáng phát ra từ một tấm được phủ hóa chất gần đó. Ông gọi những tia tạo ra ánh sáng này là tia X, vì bản chất chưa rõ của chúng.
Với đầu óc nhạy bén, đầy kinh nghiệm của một nhà vật lý học, việc này đã lôi cuốn ông và 49 ngày sau ông liên tục ở lỳ trong phòng thí nghiệm, mỗi ngày ông chỉ ngừng công việc nghiên cứu ít phút để ăn uống, vệ sinh và chợp mắt nghỉ ngơi vài giờ. Nhờ thế, ông đã tìm ra tính chất của thứ tia bí mật mà ông tạm đặt tên là tia X và mang lại cho ông giải Nobel về vật lý đầu tiên vào năm 1901.

Sơ đồ nguyên lý hoạt động đèn Röntgen

## Sử dụng trong Y tế

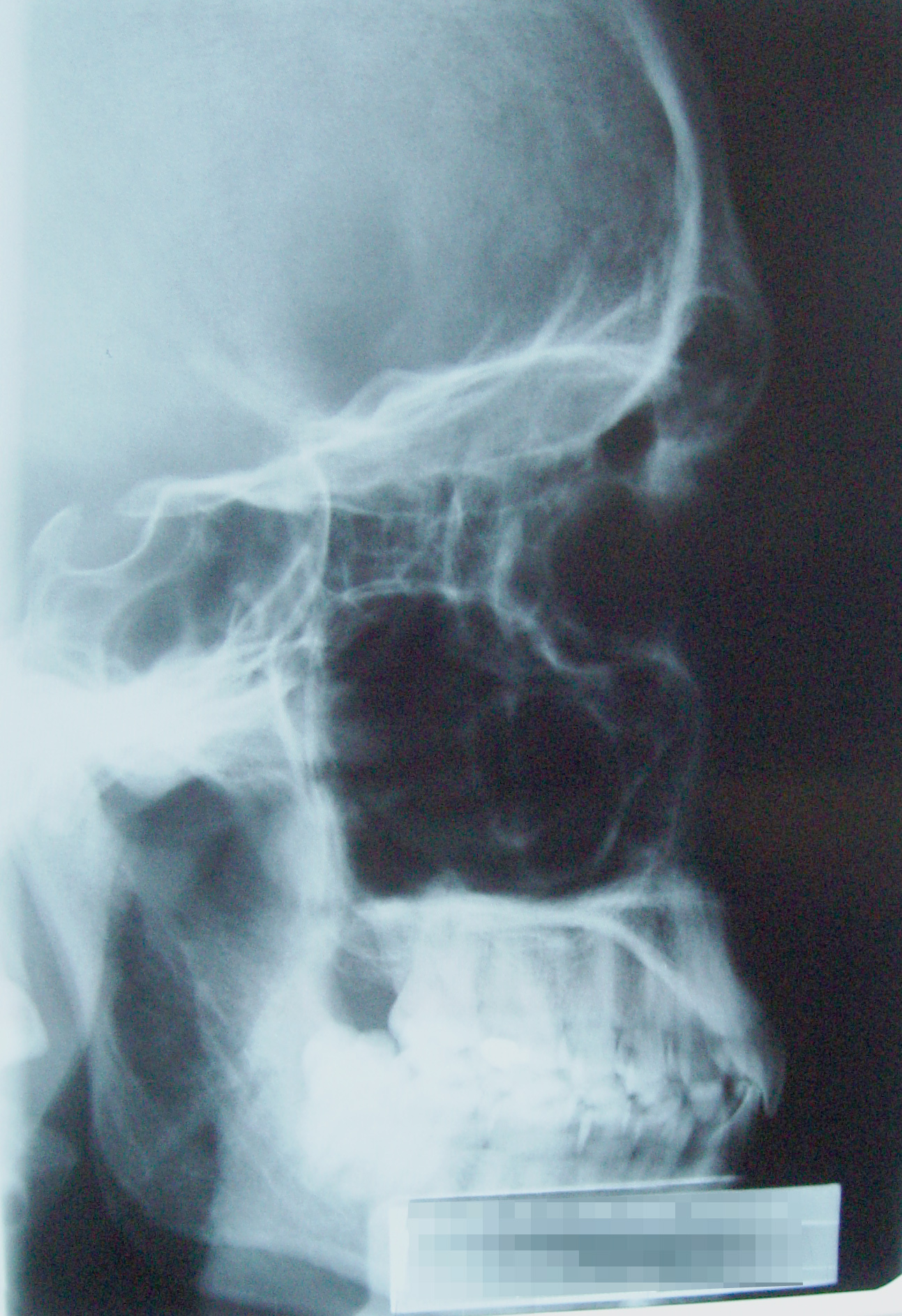
Ảnh chụp tia X hộp sọ người

## Hóa phân tích dùng tia X

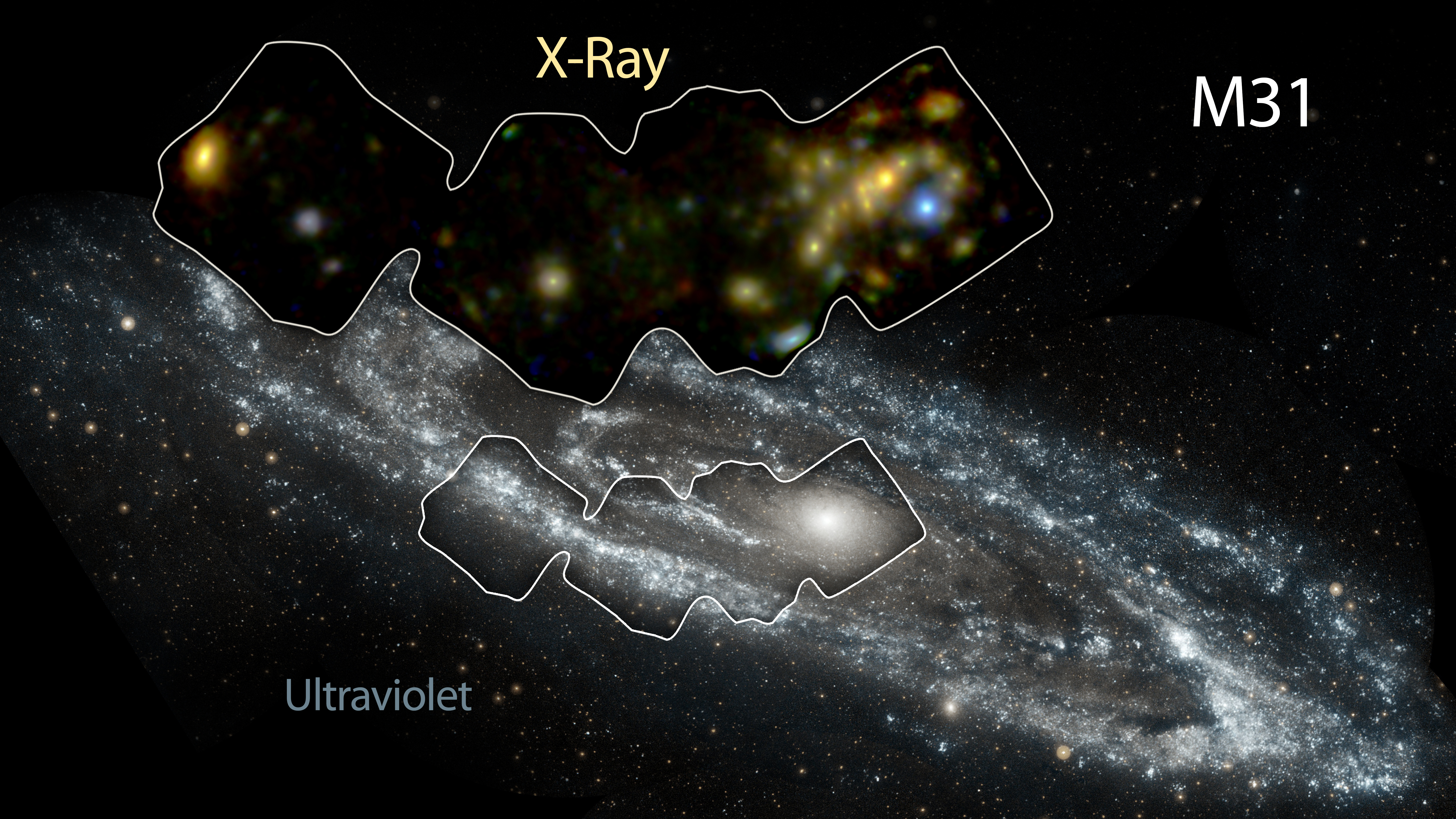
Thiên hà Andromeda quan sát bằng tia cực tím và vùng quan sát bằng tia X năng lượng cao, NASA, xuất ngày 5/01/2016.